# شطة (بيسان)

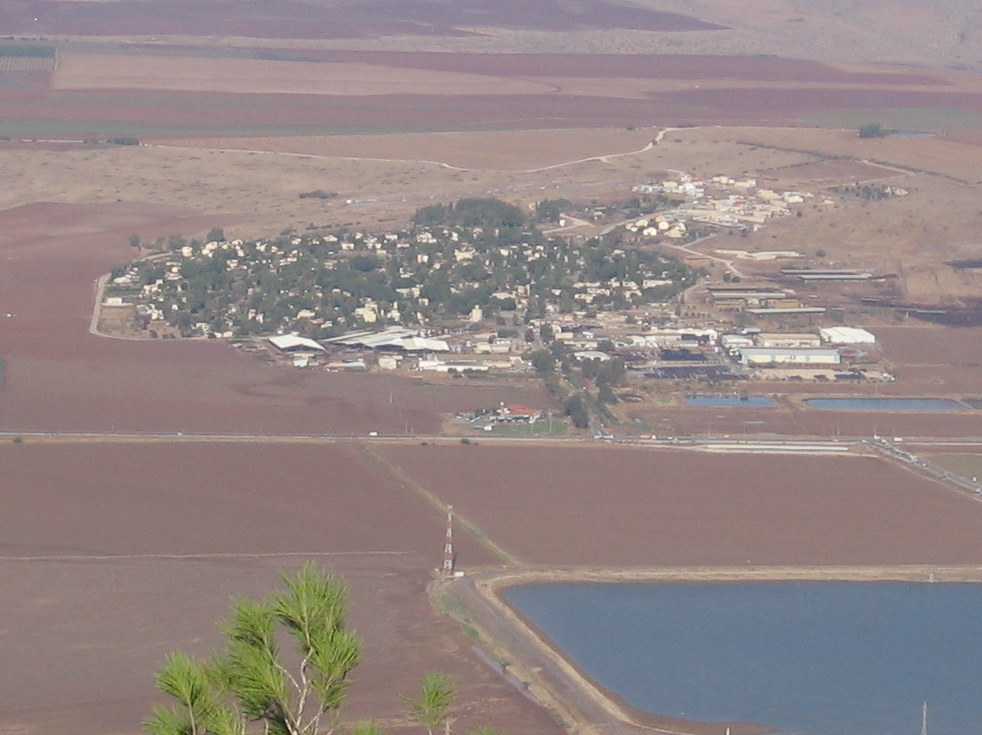
بيت شطة غرب بيسان

شطة قرية عربية فلسطينية كانت تقع على بعد 10 كم شمال غرب بيسان، قريباً من تفرع خط سكة حديد الحجاز، وطريق بيسان - العفولة - حيفا. لموقعها الجغرافي أهمية لأنها كانت تعتبر البوابة الغربية لسهل بيسان الذي يربط سهل مرج ابن عامر غرباً بوادي الأردن شرقاً لذا كانت شطة قديماً محطة للقوافل التجارية والجيوش. وتصلها طرق فرعية بمجموعة من القرى العربية المجاورة مثل المرصص ويبلى والطيبة وقومية.
نشأت شطة على الجانب الشرقي لأحد الأودية التي ترفد نهر جالود فوق أقدام الحافة الشمالية الغربية لسهل بيسان وتنخفض قرابة 65 متراً دون مستوى البحر، وتحيط بها الأرض الزراعية من الجهتين الشمالية والشرقية.
بلغ عدد سكانها عام 1918 نحو 180 عربياً احترف معظمهم الزراعة، وقدر عدد سكانها عام 1931 (255) نسمة. وتحتوي على موقع أثري يضم أساسات وأعمدة ومغر منقورة في الصخر. احتلها اليهود عام 1935 وطردوا أهلها وأقاموا على أراضيها مستعمرة (بيت هاشيطا).
بالقرب من موقع القرية أقيم «سجن شطة» المركزي والذي تعتقل فيه إسرائيل سجناء فلسطينيين وعرب.